# Proyecto técnico
En el campo de la Ingeniería, un Proyecto Técnico es el conjunto de planos, esquemas, y textos explicativos, utilizados para definir (en papel, digitalmente, en maqueta o por otros medios de representación) las condiciones de  una obra, fabricación, montaje, instalación  o máquina. El objetivo del proyecto es estudiar e investigar si es o no posible de realizar la tarea propuesta, tanto desde el punto de vista técnico, funcional o normativo. 
También puede ver la definición en la norma (UNE 157001), de como se compone y se debe redactar un proyecto, sea cual sea.
Para organizar la información de la manera más comprensible posible, el proyecto se divide en diversas partes especializadas o documentos que nos informan sobre aspectos concretos de la solución que se propone.
Es un método que sirve para resolver problemas técnicos.

## Partes del Proyecto
Un proyecto técnico estará formado por los documentos siguientes:
- Documento N.º 1: Memoria y sus anexos
- Documento N.º 2: Pliego de condiciones
- Documento N.º 3: Planos
- Documento N.º 4: Presupuesto

## Tipos de Proyecto
- En función de su contenido, los proyectos se pueden clasificar en:

- Proyectos de productos industriales (maquinaria, dispositivos, herramientas, depósitos, ...).
- Proyectos de instalaciones (eléctricos, frigoríficos, climatización, aire comprimido, agua potable, gas, ...).
- Proyectos de procesos industriales.
- Proyectos de Planta industrial (incluye el proyecto de construcción del edificio).
- Proyectos de Polígono industrial (proyecto de urbanización).
- Proyectos de Gestión.